# Joey Mawson
Joseph "Joey" Mawson (Sydney, 27 maart 1996) is een Australisch autocoureur.

## Carrière

### Karting
Mawson begon zijn autosportcarrière op zevenjarige leeftijd in het karting. Tussen 2003 en 2013 won hij negentien staats- en drie nationale kampioenschappen. In 2011 eindigde hij ook als tweede in de Junior Max-categorie in de Rotax World Championships.

### Formule 4
In 2014 maakte Mawson zijn debuut in het formuleracing in het Franse Formule 4-kampioenschap. Tijdens zijn eerste race op het Circuit Bugatti won hij meteen zijn eerste twee races. Met een derde overwinning op het Circuito Permanente de Jerez eindigde hij, ondanks dat hij het laatste raceweekend op het Circuit Paul Ricard moest missen, als vierde in het kampioenschap met 188 punten.
In 2015 stapte Mawson over naar het nieuwe ADAC Formule 4-kampioenschap, waarin hij naast Harrison Newey en Mick Schumacher instapte bij het team Van Amersfoort Racing. Hij won hier vijf races en stond in nog zes andere races op het podium, waarmee hij achter Marvin Dienst en Joel Eriksson als derde in het klassement eindigde met 297 punten.
In 2016 bleef Mawson bij VAR in de ADAC Formule 4 rijden. Van de 24 races won hij er 10 en stond hij in nog zes andere races op het podium, waardoor hij het kampioenschap won met 374 punten.

### Formule 3
Aan het eind van 2016 maakte Mawson zijn Formule 3-debuut in de BRDC Britse Formule 3 Autumn Trophy, uitkomend voor het team Douglas Motorsport. Met drie podiumplaatsen uit drie races werd hij met 82 punten tweede achter Enaam Ahmed.
In het winterseizoen 2016-2017 maakte Mawson zijn debuut in de MRF Challenge in Azië. Hij won drie races op de Dubai Autodrome, het Buddh International Circuit en de Madras Motor Racing Track en eindigde zo als tweede met 277 punten, evenveel als zijn voormalige teamgenoot Harrison Newey, die tot kampioen werd uitgeroepen omdat hij meer races had gewonnen.
In 2017 maakte Mawson zijn debuut in het Europees Formule 3-kampioenschap, waarin hij zijn samenwerking met VAR voortzette. Hij behaalde één podiumplaats op de Nürburgring en werd met 83 punten dertiende in de eindstand.

### GP3
In 2018 maakt Mawson de overstap naar de GP3 Series, waarin hij uitkomt voor het team Arden International.